# Hergnies
Hergnies är en kommun i departementet Nord i regionen Hauts-de-France i norra Frankrike. Kommunen ligger i kantonen Condé-sur-l'Escaut som tillhör arrondissementet Valenciennes. År 2022 hade Hergnies 4 471 invånare.

## Befolkningsutveckling
Antalet invånare i kommunen Hergnies
| Referens: INSEE |